# فهرست گل‌های بین‌المللی وین رونی
وین رونی، بازیکن سابق تیم ملی فوتبال انگلیس، نخستین بازی خود را برای انگلیس در تاریخ ۱۳ فوریه ۲۰۰۳ برایر استرالیا انجام داد که در پایان با نتیجه ۱–۳ به سود استرالیا به پایان رسید. او نخستین گل ملی خود را در همان سال در ششمین بازی ملی کشورش مقابل مقدونیه شمالی به ثمر رساند. او در نوامبر ۲۰۱۸ از فوتبال ملی خداحافظی کرد و رکورد ۵۳ گل در ۱۲۰ بازی ملی را به ثبت رساند و او را به بهترین گلزن تاریخ انگلیس تبدیل کرد، که با پنالتی مقابل سوئیس در ورزشگاه ومبلی در مرحله مقدماتی یورو ۲۰۱۶ از رکورد بابی چارلتون پیشی گرفت. .

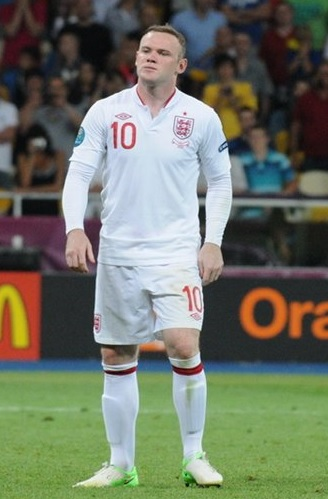
رونی در سال ۲۰۱۲

گل رونی به مقدونیه شمالی، او را با ۱۷ سال و ۳۱۷ روز سن، جوان‌ترین گلزن انگلیس تبدیل کرد و از رکورد مایکل اوون که در سال ۱۹۹۸ در مسابقات جام بین‌المللی پادشاه حسن دوم به مراکش گلزنی کرده بود، پیشی گرفت. همچنین رونی را به جوان‌ترین گلزن در مسابقات جام ملت‌های اروپا تبدیل کرد در ژوئن ۲۰۰۴، رونی نخستین گل از سه گل انگلیس را در پیروزی مقابل سوئیس در جام ملت‌های اروپا ۲۰۰۴ به ثمر رساند و با زدن این گل به جوانترین بازیکنی تبدیل شد که در مسابقات قهرمانی اروپا گلزنی کرده‌است. این یک رکورد کوتاه بود: یوهان فونلانتن، بازیکن سوئیسی، سه ماه کوچکتر از رونی، چهار روز بعد گلزنی کرد.
رونی هرگز هت تریک بین‌المللی نداشته‌است، اگرچه در ده بازی دو بار در یک مسابقه گلزنی کرد. او بیش از هر تیم دیگری مقابل سن مارینو گلزنی کرد و پنج گل به آنها زد. بیش از نیمی از گل‌های رونی خارج از خانه به ثمر رسید: او ۱۸ گل در ورزشگاه ومبلی و ۴ گل در منچستر (هر کدام دو گل در اولدترافورد و ورزشگاه منچستر سیتی) به ثمر رساند.
بیشتر گل‌های رونی در بازی‌های مقدماتی جام جهانی به ثمر رسید. او ۱۶ گل در مسابقات مقدماتی جام جهانی به ثمر رساند، از جمله ۹ گل در مرحله مقدماتی جام جهانی ۲۰۱۰، جایی که در کنار ادین جکو از بوسنی و هرزگوین و یک گل پس از تئوفانیس گکاس از یونان به عنوان برترین گلزن برتر رسید. رونی در مسابقات مقدماتی قهرمانی اروپا نیز ۱۴ بار گلزنی کرد. او چهار بار در جام ملت‌های اروپا ۲۰۰۴ گلزنی کرد و به عنوان دومین گلزن برتر در کنار رود فن نیستلروی هلندی و یکی پس از میلان باروش از جمهوری چک قرار گرفت. او تنها یک بار در جام جهانی گلزنی کرد – آن هم در باخت ۲–۱ مقابل اروگوئه در سال ۲۰۱۴. بقیه گل‌های رونی، ۱۶ گل، در بازی‌های دوستانه به ثمر رسید.

## گل‌های ملی
| تعداد. | تاریخ           | میزبان                                        | بازی | رقیب          | زده | پایانی | رقابت                         | منبع            |
| ------ | --------------- | --------------------------------------------- | ---- | ------------- | --- | ------ | ----------------------------- | --------------- |
| ۱      | ۶ سپتامبر ۲۰۰۳  | ورزشگاه فیلیپ دوم، اسکوپیه، مقدونیه شمالی     | ۶    | مقدونیه شمالی | ۱-۱ | ۱–۲    | مقدماتی جام ملت‌های اروپا ۲۰۰۴ | [ ۱۴ ]          |
| ۲      | ۱۰ سپتامبر ۲۰۰۳ | ورزشگاه الدترافورد، منچستر، انگلستان          | ۷    | لیختن‌اشتاین   | ۰-۲ | ۰–۲    | مقدماتی جام ملت‌های اروپا ۲۰۰۴ | [ ۱۵ ]          |
| ۳      | ۱۶ نوامبر ۲۰۰۳  | ورزشگاه الدترافورد، منچستر، انگلستان          | ۹    | دانمارک       | ۰-۱ | ۳–۲    | دوستانه                       | [ ۱۶ ]          |
| ۴      | ۵ ژوئن ۲۰۰۴     | ورزشگاه شهر منچستر، منچستر، انگلستان          | ۱۳   | ایسلند        | ۰-۲ | ۱–۶    | دوستانه                       | [ ۱۷ ]          |
| ۵      | ۵ ژوئن ۲۰۰۴     | ورزشگاه شهر منچستر، منچستر، انگلستان          | ۱۳   | ایسلند        | ۰-۳ | ۱–۶    | دوستانه                       | [ ۱۷ ]          |
| ۶      | ۱۷ ژوئن ۲۰۰۴    | ورزشگاه سیداد ده کویمبرا، کویمبرا، پرتغال     | ۱۵   | سوئیس         | ۰-۱ | ۰–۳    | جام ملت‌های اروپا ۲۰۰۴         | [ ۱۸ ] [ nb ۱ ] |
| ۷      | ۱۷ ژوئن ۲۰۰۴    | ورزشگاه سیداد ده کویمبرا، کویمبرا، پرتغال     | ۱۵   | سوئیس         | ۰-۲ | ۰–۳    | جام ملت‌های اروپا ۲۰۰۴         | [ ۱۸ ] [ nb ۱ ] |
| ۸      | ۲۱ ژوئن ۲۰۰۴    | ورزشگاه استادیو دا لوز، لیسبون، پرتغال        | ۱۶   | کرواسی        | ۱-۲ | ۲–۴    | جام ملت‌های اروپا ۲۰۰۴         | [ ۲۱ ]          |
| ۹      | ۲۱ ژوئن ۲۰۰۴    | ورزشگاه استادیو دا لوز، لیسبون، پرتغال        | ۱۶   | کرواسی        | ۱-۳ | ۲–۴    | جام ملت‌های اروپا ۲۰۰۴         | [ ۲۱ ]          |
| ۱۰     | ۱۷ اوت ۲۰۰۵     | ورزشگاه پارکن، کپنهاگ، دانمارک                | ۲۴   | دانمارک       | ۳-۱ | ۴–۱    | دوستانه                       | [ ۲۲ ]          |
| ۱۱     | ۱۲ نوامبر ۲۰۰۵  | ورزشگاه ژنو، ژنو، سوئیس                       | ۲۸   | آرژانتین      | ۱-۱ | ۲–۳    | دوستانه                       | [ ۲۳ ]          |
| ۱۲     | ۱۵ نوامبر ۲۰۰۶  | ورزشگاه آمستردام آرنا، آمستردام، هلند         | ۳۶   | هلند          | ۰-۱ | ۱–۱    | دوستانه                       | [ ۲۴ ]          |
| ۱۳     | ۱۳ اکتبر ۲۰۰۷   | ورزشگاه ومبلی، لندن، انگلستان                 | ۳۹   | استونی        | ۰-۲ | ۰–۳    | مقدماتی جام ملت‌های اروپا ۲۰۰۸ | [ ۲۵ ]          |
| ۱۴     | ۱۷ اکتبر ۲۰۰۷   | ورزشگاه لوژنیکی، مسکو، روسیه                  | ۴۰   | روسیه         | ۰-۱ | ۲–۱    | مقدماتی جام ملت‌های اروپا ۲۰۰۸ | [ ۲۶ ]          |
| ۱۵     | ۱۰ سپتامبر ۲۰۰۸ | ورزشگاه ماکسیمیر، زاگرب، کرواسی               | ۴۶   | کرواسی        | ۰-۳ | ۱–۴    | مقدماتی جام جهانی ۲۰۱۰        | [ ۲۷ ]          |
| ۱۶     | ۱۱ اکتبر ۲۰۰۸   | ورزشگاه ومبلی، لندن، انگلستان                 | ۴۷   | قزاقستان      | ۱-۳ | ۱–۵    | مقدماتی جام جهانی ۲۰۱۰        | [ ۲۸ ]          |
| ۱۷     | ۱۱ اکتبر ۲۰۰۸   | ورزشگاه ومبلی، لندن، انگلستان                 | ۴۷   | قزاقستان      | ۱-۴ | ۱–۵    | مقدماتی جام جهانی ۲۰۱۰        | [ ۲۸ ]          |
| ۱۸     | ۱۵ اکتبر ۲۰۰۸   | ورزشگاه دینامو، مینسک، بلاروس                 | ۴۸   | بلاروس        | ۱-۲ | ۱–۳    | مقدماتی جام جهانی ۲۰۱۰        | [ ۲۹ ]          |
| ۱۹     | ۱۵ اکتبر ۲۰۰۸   | ورزشگاه دینامو، مینسک، بلاروس                 | ۴۸   | بلاروس        | ۱-۳ | ۱–۳    | مقدماتی جام جهانی ۲۰۱۰        | [ ۲۹ ]          |
| ۲۰     | ۲۸ مارس ۲۰۰۹    | ورزشگاه ومبلی، لندن، انگلستان                 | ۴۹   | اسلواکی       | ۰-۲ | ۰–۴    | دوستانه                       | [ ۳۰ ]          |
| ۲۱     | ۲۸ مارس ۲۰۰۹    | ورزشگاه ومبلی، لندن، انگلستان                 | ۴۹   | اسلواکی       | ۰-۴ | ۰–۴    | دوستانه                       | [ ۳۰ ]          |
| ۲۲     | ۶ ژوئن ۲۰۰۹     | ورزشگاه مرکزی آلماتی، آلماتی، قزاقستان        | ۵۱   | قزاقستان      | ۰-۳ | ۰–۴    | مقدماتی جام جهانی ۲۰۱۰        | [ ۳۱ ]          |
| ۲۳     | ۱۰ ژوئن ۲۰۰۹    | ورزشگاه ومبلی، لندن، انگلستان                 | ۵۲   | آندورا        | ۰-۱ | ۰–۶    | مقدماتی جام جهانی ۲۰۱۰        | [ ۳۲ ]          |
| ۲۴     | ۱۰ ژوئن ۲۰۰۹    | ورزشگاه ومبلی، لندن، انگلستان                 | ۵۲   | آندورا        | ۰-۳ | ۰–۶    | مقدماتی جام جهانی ۲۰۱۰        | [ ۳۲ ]          |
| ۲۵     | ۹ سپتامبر ۲۰۰۹  | ورزشگاه ومبلی، لندن، انگلستان                 | ۵۵   | کرواسی        | ۱-۵ | ۱–۵    | مقدماتی جام جهانی ۲۰۱۰        | [ ۳۳ ]          |
| ۲۶     | ۷ سپتامبر ۲۰۱۰  | ورزشگاه سنت یاکوب پارک، بازل، سوئیس           | ۶۷   | سوئیس         | ۰-۱ | ۱–۳    | مقدماتی جام ملت‌های اروپا ۲۰۱۲ | [ ۳۴ ]          |
| ۲۷     | ۲ سپتامبر ۲۰۱۱  | ورزشگاه ملی واسیل لوسکی، صوفیه، بلغارستان     | ۷۱   | بلغارستان     | ۰-۲ | ۰–۳    | مقدماتی جام ملت‌های اروپا ۲۰۱۲ | [ ۳۵ ]          |
| ۲۸     | ۲ سپتامبر ۲۰۱۱  | ورزشگاه ملی واسیل لوسکی، صوفیه، بلغارستان     | ۷۱   | بلغارستان     | ۰-۳ | ۰–۳    | مقدماتی جام ملت‌های اروپا ۲۰۱۲ | [ ۳۵ ]          |
| ۲۹     | ۱۹ ژوئن ۲۰۱۲    | ورزشگاه دونباس آرنا، دونتسک، اوکراین          | ۷۵   | اوکراین       | ۰-۱ | ۰–۱    | جام ملت‌های اروپا ۲۰۱۲         | [ ۳۶ ]          |
| ۳۰     | ۱۲ اکتبر ۲۰۱۲   | ورزشگاه ومبلی، لندن، انگلستان                 | ۷۷   | سان مارینو    | ۰-۱ | ۰–۵    | مقدماتی جام جهانی ۲۰۱۴        | [ ۳۷ ]          |
| ۳۱     | ۱۲ اکتبر ۲۰۱۲   | ورزشگاه ومبلی، لندن، انگلستان                 | ۷۷   | سان مارینو    | ۰-۳ | ۰–۵    | مقدماتی جام جهانی ۲۰۱۴        | [ ۳۷ ]          |
| ۳۲     | ۱۷ اکتبر ۲۰۱۲   | ورزشگاه ملی ورشو، ورشو، لهستان                | ۷۸   | لهستان        | ۰-۱ | ۱–۱    | مقدماتی جام جهانی ۲۰۱۴        | [ ۳۸ ]          |
| ۳۳     | ۶ فوریه ۲۰۱۳    | ورزشگاه ومبلی، لندن، انگلستان                 | ۷۹   | برزیل         | ۰-۱ | ۱–۲    | دوستانه                       | [ ۳۹ ]          |
| ۳۴     | ۲۲ مارس ۲۰۱۳    | ورزشگاه سان مارینو، سرواله، سان مارینو        | ۸۰   | سان مارینو    | ۰-۶ | ۰–۸    | مقدماتی جام جهانی ۲۰۱۴        | [ ۴۰ ]          |
| ۳۵     | ۲۶ مارس ۲۰۱۳    | ورزشگاه شهر پودگوریتسا، پودگوریتسا، مونته‌نگرو | ۸۱   | مونته‌نگرو     | ۰-۱ | ۱–۱    | مقدماتی جام جهانی ۲۰۱۴        | [ ۴۱ ]          |
| ۳۶     | ۲ ژوئن ۲۰۱۳     | ورزشگاه ماراکانا، ریو دو ژانیرو، برزیل        | ۸۳   | برزیل         | ۱-۲ | ۲–۲    | دوستانه                       | [ ۴۲ ]          |
| ۳۷     | ۱۱ اکتبر ۲۰۱۳   | ورزشگاه ومبلی، لندن، انگلستان                 | ۸۵   | مونته‌نگرو     | ۰-۱ | ۱–۴    | مقدماتی جام جهانی ۲۰۱۴        | [ ۴۳ ]          |
| ۳۸     | ۱۵ اکتبر ۲۰۱۳   | ورزشگاه ومبلی، لندن، انگلستان                 | ۸۶   | لهستان        | ۰-۱ | ۰–۲    | مقدماتی جام جهانی ۲۰۱۴        | [ ۴۴ ]          |
| ۳۹     | ۴ ژوئن ۲۰۱۴     | ورزشگاه هارد راک، میامی، ایالات متحده         | ۹۱   | اکوادور       | ۱-۱ | ۲–۲    | دوستانه                       | [ ۴۵ ]          |
| ۴۰     | ۱۹ ژوئن ۲۰۱۴    | ورزشگاه آرنا کورینتیانس، سائوپائولو، برزیل    | ۹۴   | اروگوئه       | ۱-۱ | ۲–۱    | جام جهانی ۲۰۱۴                | [ ۴۶ ]          |
| ۴۱     | ۳ سپتامبر ۲۰۱۴  | ورزشگاه ومبلی، لندن، انگلستان                 | ۹۶   | نروژ          | ۰-۱ | ۰–۱    | دوستانه                       | [ ۴۷ ]          |
| ۴۲     | ۹ اکتبر ۲۰۱۴    | ورزشگاه ومبلی، لندن، انگلستان                 | ۹۸   | سان مارینو    | ۰-۲ | ۰–۵    | مقدماتی جام ملت‌های اروپا ۲۰۱۶ | [ ۴۸ ]          |
| ۴۳     | ۱۲ اکتبر ۲۰۱۴   | ورزشگاه آ. له کوک آرنا، تالین، استونی         | ۹۹   | استونی        | ۰-۱ | ۰–۱    | مقدماتی جام ملت‌های اروپا ۲۰۱۶ | [ ۴۹ ]          |
| ۴۴     | ۱۵ نوامبر ۲۰۱۴  | ورزشگاه ومبلی، لندن، انگلستان                 | ۱۰۰  | اسلوونی       | ۱-۱ | ۱–۳    | مقدماتی جام ملت‌های اروپا ۲۰۱۶ | [ ۵۰ ]          |
| ۴۵     | ۱۸ نوامبر ۲۰۱۴  | ورزشگاه سلتیک پارک، گلاسکو، اسکاتلند          | ۱۰۱  | اسکاتلند      | ۰-۲ | ۱–۳    | دوستانه                       | [ ۵۱ ]          |
| ۴۶     | ۱۸ نوامبر ۲۰۱۴  | ورزشگاه سلتیک پارک، گلاسکو، اسکاتلند          | ۱۰۱  | اسکاتلند      | ۱-۳ | ۱–۳    | دوستانه                       | [ ۵۱ ]          |
| ۴۷     | ۲۷ مارس ۲۰۱۵    | ورزشگاه ومبلی، لندن، انگلستان                 | ۱۰۲  | لیتوانی       | ۰-۱ | ۰–۴    | مقدماتی جام ملت‌های اروپا ۲۰۱۶ | [ ۵۲ ]          |
| ۴۸     | ۱۴ ژوئن ۲۰۱۵    | ورزشگاه استوژیتس، لیوبلیانا، اسلوونی          | ۱۰۵  | اسلوونی       | ۲-۳ | ۲–۳    | مقدماتی جام ملت‌های اروپا ۲۰۱۶ | [ ۵۳ ]          |
| ۴۹     | ۵ سپتامبر ۲۰۱۵  | ورزشگاه سان مارینو، سرواله، سان مارینو        | ۱۰۶  | سان مارینو    | ۰-۱ | ۰–۶    | مقدماتی جام ملت‌های اروپا ۲۰۱۶ | [ ۵۴ ]          |
| ۵۰     | ۸ سپتامبر ۲۰۱۵  | ورزشگاه ومبلی، لندن، انگلستان                 | ۱۰۷  | سوئیس         | ۰-۲ | ۰–۲    | مقدماتی جام ملت‌های اروپا ۲۰۱۶ | [ ۵۵ ]          |
| ۵۱     | ۱۷ نوامبر ۲۰۱۵  | ورزشگاه ومبلی، لندن، انگلستان                 | ۱۰۹  | فرانسه        | ۰-۲ | ۰–۲    | دوستانه                       | [ ۵۶ ]          |
| ۵۲     | ۲۷ مه ۲۰۱۶      | ورزشگاه روشنایی، ساندرلند، انگلستان           | ۱۱۰  | استرالیا      | ۰-۲ | ۱–۲    | دوستانه                       | [ ۵۷ ]          |
| ۵۳     | ۲۷ ژوئن ۲۰۱۶    | ورزشگاه آلیانز ریویرا، نیس، فرانسه            | ۱۱۵  | ایسلند        | ۰-۱ | ۲–۱    | جام ملت‌های اروپا ۲۰۱۶         | [ ۵۸ ]          |

## یادداشت
1. ↑  UEFA officially attributed the second goal in this match to Rooney, although it was an own goal by the Swiss goalkeeper, Jörg Stiel.[۱۹][۲۰]